# San Bartolo Coyotepec
San Bartolo Coyotepec es una población del estado mexicano de Oaxaca, localizado en el centro del estado y en la Zona metropolitana de Oaxaca.

## Antecedentes
Este pueblo es de origen prehispánico, se sabe que fue un asentamiento zapoteca. Antiguamente su nombre en zapoteco fue Tzabeche (tza ‘mucho’; y beche ‘tigre’) ‘lugar de muchos tigres’; la palabra tigre en realidad se refería al ocelote o gato montés.
En la primera expedición española a Oaxaca en 1521 fue nombrado San Jacinto Leontepec ‘el cerro de los leones’. Posteriormente fue nombrado San Bartolomé Coyotepec, en honor al terrateniente Bartolomé Sánchez (el santo del pueblo), donde Coyotepec significa: ‘en el cerro del coyote’; el nombre se compone de coyotl ‘coyote’ y tepetl ‘cerro’, ‘cerro de los coyotes’. Este es el nombre azteca del asentamiento zapoteca, al sur de la ciudad de Oaxaca.
Bartolomé Sánchez era nativo de la ciudad de Córdoba, España, que llegó a la Nueva España a la edad de 27 años como soldado de Hernando Cortés durante la primera expedición a Oaxaca en 1521. Un poco después de la conquista de Oaxaca, Coyotepec le fue encomendada a Bartolomé Sánchez.
Muy poco se conoce de la vida de Sánchez y sus actividades en Coyotepec, se dice que todavía vivía en el 1604. La tradición dice que la esposa de Bartolomé Sánchez era española y su memoria es perpetuada de forma muy curiosa en dos picos montañosos de forma redondeada peculiarmente coronados por una pequeña protuberancia en forma de teta, son llamados hoy la “teta de María Sánchez”.
El pueblo de San Bartolo se distinguió por su trazo y por su bonanza como una ciudad. Estaba constituido de tres barrios, el del centro, el del sur y el del norte (barrio de Santa María, y otros dos fundados un tiempo después por familias de San Bartolo (el barrio de las Santas Ánimas), hoy Ánimas Trujano y el barrio de San Jacinto actualmente San Juan Bautista la Raya. El pueblo de San Bartolo fue el único donde se trabajó y se trabaja la artesanía de barro negro. El pueblo fue trazado por el mismo arquitecto, que trazó la ciudad de Oaxaca a la manera de tres por tres, esto es tres manzanas que circundan a la del centro del pueblo.
Se encuentra a unos once kilómetros de la ciudad de Oaxaca, a un tiempo aproximado de treinta minutos en autobús. Es fácil llegar al lugar, hay camiones urbanos y foráneos. Se pasa por lugares como Ánimas Trujano y Santa María Coyotepec.
Cuando vamos llegando a San Bartolo podemos apreciar un pueblo no muy extenso, ubicando la iglesia a la distancia podemos saber que ya nos encontramos en el centro del lugar, bajando del camión lo primero que podemos apreciar son los árboles grandes que rodean el parque, ubicado frente a la iglesia. Bueno, antes de continuar con más, hagamos el recorrido por estos dos lugares.
Iniciemos por la iglesia, desde el exterior puede apreciarse un espacio grande, con pasto verde y el patio que conduce a la entrada de la iglesia, una vez que estás adentro el olor de las flores se percibe, flores que son ofrecidas a los santos que ocupan la extensión de las paredes, aunque no es una construcción muy grande, esta resulta cálida y tranquila para los feligreses devotos de la fe católica.
En el altar principal de esta iglesia vemos a San Bartolomé apóstol ocupando un lugar preeminente, este es el santo patrono del lugar. En un cuadro que se encuentra dentro de la iglesia se hace una descripción de él, donde menciona que él era originario de Caná de Galilea, su nombre original era Natanael, que significa ‘regalo de Dios’, Bartolomé es su sobrenombre o segundo nombre que significa ‘hijo de Tolomé’ (ver ‘hijo’ y tolomé o tolomeo ‘cultivador’ o ‘luchador’), quien era un apóstol y evangelizó en la India y en Armenia, donde murió como mártir.
La veneración a este santo en América se remonta al siglo X, lo representan con barba, un cuchillo con el que fue desollado, con la piel colgando en el brazo, con un libro cerca de los pies y con mitra y báculo. Es patrono de todos los oficios relacionados con la piel, es invocado para aliviar enfermedades de nervios y músculos.
También la virgen de la candelaria recibe gran veneración, pues esta es la patrona de los artesanos, en su altar podemos ver piezas de barro negro adornando el lugar.
Cabe mencionar que la edificación de este templo fue autorizada a la Colonia española aproximadamente en el año 1532. Las personas del lugar cuentan que cuando esta se encontraba en construcción fueron elaborados otros altares dedicados al patrono del lugar y que actualmente existen vestigios de estos edificios que fueron centros ceremoniales, destinados para los señores.
Una vez afuera de la iglesia y dirigiéndonos al parque, puede sentirse el aire fresco, los vientos y la humedad de la temporada del año, como está empezando el verano, los árboles y plantas tienen un colorido fuerte, los árboles que como dijimos rodean el parque se ven verdes y frondosos.
Un árbol sobresale entre todos, este es ya muy viejo, le llaman la Ceiba, y según me contó una señora, en ocasiones durante las noches se aparece una mujer con un vestido blanco y largo. Muy cerca de este árbol se encuentra un mercado de artesanías, donde varias personas venden sus piezas de barro.
Hay una fuente hecha de piedra que en el centro tiene una enorme conmemoración al barro negro en forma de olla. Caminando por el parque podemos notar que es un lugar muy tranquilo, en las tardes hay pocos niños jugando y una que otra pareja. También hay un asta de bandera, junto a la cual hay una placa dedicada al exgobernador Heladio Ramírez López, atribuyéndole que en el año de 1992 construyó el parque, restauró el templo, el palacio municipal y mejoró algunas calles.
Aquí mismo tenemos a la vista el palacio municipal y a un costado de él, ubicamos el museo estatal de arte popular “Oaxaca”, esto es en la calle Independencia. En el museo se reúnen manifestaciones artesanales de todo el estado, además de trabajos de barro negro, exhiben cestería, cuchillería, talla en madera, orfebrería, hojalatería y textiles. Además de obras ganadoras de premios nacionales. Este museo está abierto al público en general, el costo de la entrada es de veinte pesos y para los estudiantes la mitad.
Caminando un poco más por el lugar se encuentran los establecimientos comerciales, tiendas de artesanías, tiendas de autoservicio, farmacias, papelerías, etc.

## Barro Negro
El barro negro de Coyotepec viene de inmediato a la mente al mencionar la alfarería de Oaxaca. Es uno de los pueblos alfareros más famosos de México. También es el más grande de Oaxaca, con unos 700 hogares produciendo activamente.
La alfarería del lugar es única, no solo por su color negro, sino por el fino cuerpo de la arcilla. La arcilla es tan fina y bien quemada que resulta inútil para cocinar. sin embargo, por siglos la alfarería de Coyotepes ha sido reconocida como la mejor para contener líquidos: cántaros para el pozo, ollas de riego, lavamanos, contenedores de agua y botellas para mezcal. Esto cambió en la década de 1930 cuando el pueblo se vio afectado por los utensilios de aluminio, bombas para pozos y tuberías tanto de aluminio como de plástico. Obligados a innovar, los alfareros comenzaron a bruñir sus piezas, lo que dio origen al barro negro pulido que tanto renombre les ha dado.
Cerca de 95% de la población, más de 4 mil hombres y mujeres participan de la producción. Gracias a sus robustas ventas, la mayoría de los alfareros viven cómodamente de su oficio.
Infinidad de tiendas en Coyotepec venden alfarería local. Puedes visitar el mercado de artesanos en el centro del pueblo, junto a un gran árbol, así como el mercado de la entrada del pueblo.

## Personajes relevantes
La música es un arte humano que llega a lo más profundo de los corazones, es algo que se impregna en los seres humanos. Juan Matías (indio Matías) fue y es famoso por su gran talento para la música, famoso no solo como ejecutante de varios instrumentos, el órgano, el laúd, el clavicémbalo, la viola y la flauta, sino como compositor de música religiosa escritas por el sistema de la fuga y el contrapunto. Hoy todavía es frecuente incluir en los oficios de Viernes Santo su famoso Stabat Mater. También Matías fue maestro de capilla en la catedral oaxaqueña, y fundó la primera escuela de música en la región.
Ahora, que decir de Doña Rosa, una mujer cuyo nombre es conocido internacionalmente, sus producciones de barro negro atrajeron la atención de muchos. Aun en la actualidad su fama se extiende, siendo ahora dueño de su gran casa y poseedor también del talento don Valente, nieto. Desde hace ya bastante tiempo autobuses llenos de turistas llegan a San Bartolo y buscan conocer las creaciones de todos los artesanos locales. Entre todos los artesanos del pueblo, sobresalen entre los auténticos artistas, Daniel Salas, con gran  herencia artesana se hace presente en el Museo Nacional de Antropología e Historia, presidiendo su imagen la exposición de alfarería en la Sala de los Pueblos Indios del Sur de México (http://www.inah.gob.mx/paseos/museoantropologia/mnh-s18/tour.html Archivado el 6 de junio de 2018 en Wayback Machine.) así como Juan Galán López, a quien el 4 de febrero de 2018 el municipio le entregó un reconocimiento por su destacada trayectoria en las danzas de mayordomía.
Un personaje que no tienen nada que ver con este tipo de artes, pero es caracterizado como dirigente político es Flavio Sosa, famoso por liderear a la Asamblea Popular de los Pueblos de Oaxaca (APPO) en el conflicto presentado en el 2006 en la ciudad de Oaxaca, en su levantamiento contra el gobernador Ulises Ruiz Ortiz.
Se habla también de personajes remotos muy importantes. Se dice que en este pueblo pasó el general Vicente Guerrero cuando lo llevaron preso hacia el pueblo de Cuilapan. También aquí estuvo el general Porfirio Díaz escondido durante su persecución en tiempos de la invasión francesa.
Se dice que en un cerro hay una piedra que recibe el nombre de “piedra de Moctezuma” porque se cree que él vivió ahí un tiempo y que en la piedra se quedó marcada la huella de su pie.
Hay lugares donde las familias se recrean tal es el caso de Los Sabinos y otros ojos de agua existentes. Hay un ojo de agua que se llama “la piedra del lagarto”, porque hay una piedra que pareciera que fue labrada en esa forma.
De Palenque se cuenta que es un lugar muy bonito y que antes ahí había entre 5 y 10 familias que trabajaban el mezcal; pero que después abandonaron el lugar y por eso se llama Palenque.

## Mitos y leyendas

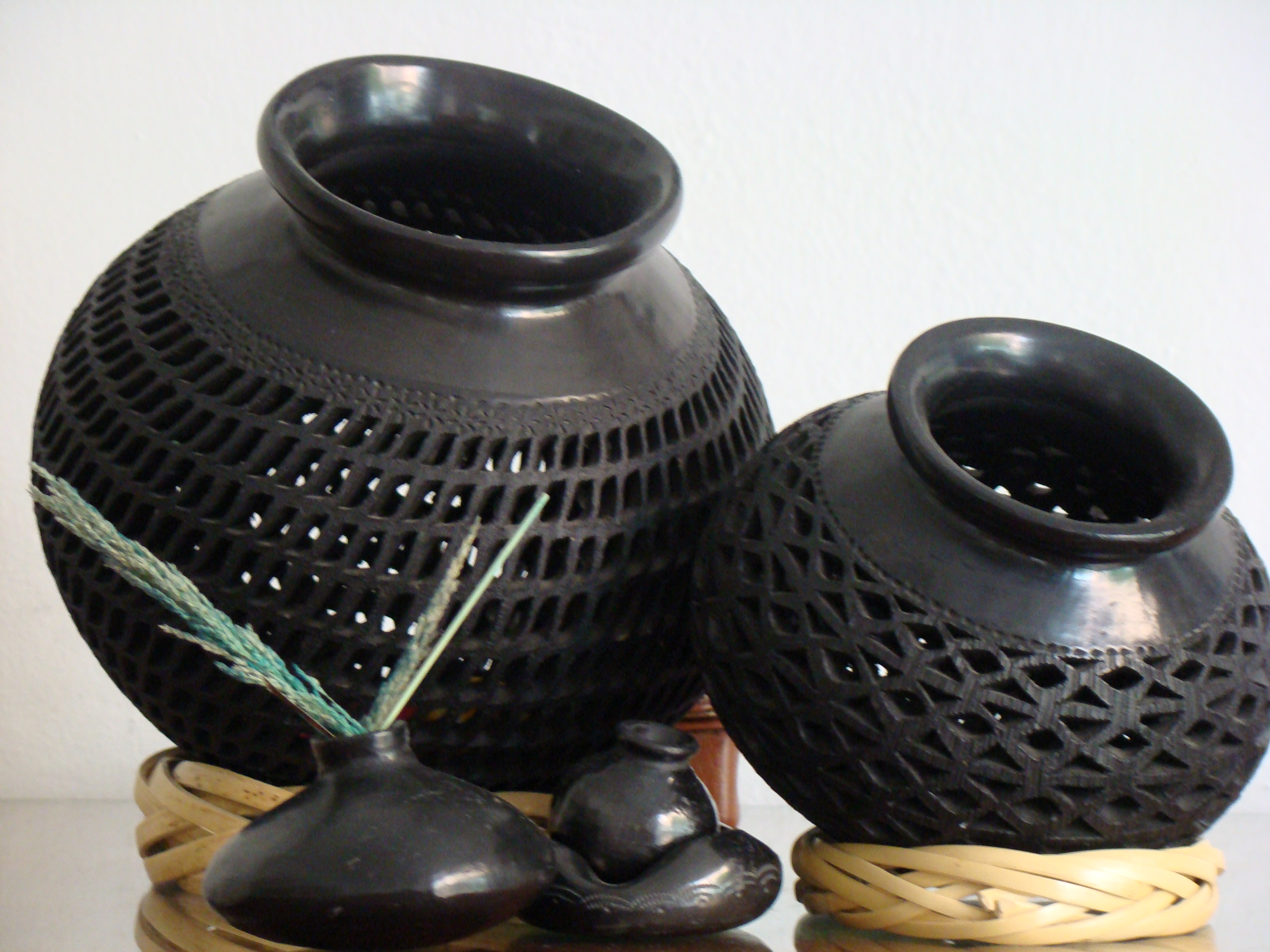
Cántaros de barro negro calados.

En todos los pueblos siempre hay algo de esto, en San Bartolo no se rescata un gran número de leyendas, algunas son: las tres mulas, la mina, los manglares, apariciones de personas.
Respecto al santo patrono existe esta: Hace muchísimo tiempo partieron tres mulas, cada una transportando un santo, estas pasarían por San Bartolo, pero en el camino se cayeron dos, y la tercera se cayó al llegar a San Bartolo, el santo que era transportado se llamaba San Bartolo, por eso su Santo Patrono es San Bartolo, a quien le dedican sus fiestas y veneraciones.
El barro negro también tiene sus mitos y creencias, que determinan cierta conducta del pueblo en la actualidad. La gente cuenta que una mujer no debe acercarse a la mina del barro, si una lo hace, la mina se convierte en piedra o se derrumba poniendo en peligro a los que estén dentro, por ello, actualmente está prohibido que una mujer vaya, y si alguna mujer es vista en la cueva es llevada a la cárcel.
Existe un lugar que se llama Los Manglares, ahí hay muchos árboles y se cuenta que a veces la gente ve duendes y niños corriendo, que en ocasiones son maldosos.
Ya se había mencionado a la mujer que se aparece en la Ceiba (árbol del parque), pero es de importancia mencionarla nuevamente, pues así como ella, cuentan que hay un lugar donde igual por las noches se escuchan risas y se ve a personas, para ser más específicos a doctores, operando, trabajando, en este lugar había un consultorio.
Cuentan también que en la presidencia a veces se escuchan ruidos de personas y de una máquina de escribir, esto lo relacionan con que hace mucho tiempo, cuando las personas morían asesinadas, en accidentes o más bien fuera de sus casas, las tendían en el patio de la presidencia y ahí se quedaban hasta que la familia iba por ellos.
Cabe señalar que con el paso del tiempo se están haciendo mejoras para la comunidad ya que en la actualidad en este trienio en lugar llamado tabaño se creó una laguna, además que se cuenta con cerro que le llaman La Mesita donde se han celebrado las fiestas del lunes del cerro

## Actualidad
En los últimos diez años, San Bartolo Coyotepec ha crecido, puesto que gracias a la cooperación del pueblo y con apoyo del gobierno del estado de Oaxaca, se han donado algunos terrenos en los límites de la población, lo que ha permitido la construcción de hospitales como el Hospital Regional de Alta Especialidad de Oaxaca, y el Hospital de la Niñez Oaxaqueña que no solo funcionan para el mismo municipio, sino que benefician a gran parte de los habitantes del estado, y en algunos casos, personas que acuden desde otros estados del país. También se encuentran las oficinas de Coesida, las instalaciones principales de la Procuraduría General de la República (PGR), así como la construcción de empresas privadas, como una envasadora y purificadora de agua.
Todo esto ha contribuido en gran medida a un crecimiento en los servicios que ofrece la población, y por ende, ha hecho que crezca cada vez más y que el desarrollo sea notable.
En la actualidad se encuentran los edificios de ciudad judicial, en la cual se encuentran oficinas de diferentes dependencias de gobierno del estado, esto se encuentra en la localidad de Reyes Mantecón que pertenece a dicho municipio. La cual hace que nuestro municipio tenga más realce a nivel estado y a nivel país.